# Stazione di San Giovanni Bianco
La stazione di San Giovanni Bianco era una stazione ferroviaria della linea della Val Brembana, a servizio dell'omonimo comune. Fu capolinea della ferrovia dall'apertura fino al 1926, quando fu aperto il tronco finale fino a Piazza Brembana.

## Storia
La stazione fu aperta al servizio pubblico il 15 ottobre 1906, assieme al tronco proveniente da San Pellegrino Terme. Rimase capolinea della ferrovia della Val Brembana per  una ventina d'anni: il 31 luglio 1926 fu aperto infatti il tratto finale verso Piazza Brembana, ai tempi San Martino de' Calvi.
Il servizio viaggiatori fu soppresso il 17 marzo 1966 insieme a quello dell'intera linea ferroviaria.

## Strutture e impianti
Il fabbricato viaggiatori si presentava nella stessa forma di altre stazioni della linea della Val Brembana: si trattava di una costruzione in muratura a pianta rettangolare e a due livelli fuori terra. L'edificio era affiancato in direzione di Lenna da una piccola ala, a un unico piano, mentre in direzione di San Pellegrino era addossato il magazzino merci.
Lo scalo merci era dotato di un piano caricatore, di due binari tronchi, uno dei quali a servizio del magazzino, di una pesa a bilico e del misuratore della sagoma limite.
Il piazzale binari era composto da quattro binari in asse al fabbricato viaggiatori: oltre a quello di raddoppio erano presenti altri due binari di scalo, a servizio del deposito locomotive.
Era presente anche una colonna idraulica.

## Movimento

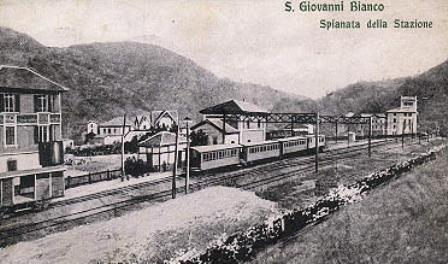
Il piazzale binari in prossimità del deposito

L'impianto fu capolinea dei treni omnibus e accelerati provenienti da Bergamo fino al 1926, quando, a seguito dell'apertura della prolungamento verso Piazza Brembana, furono prolungati fino a quell'impianto.
San Giovanni Bianco era capolinea del treno merci a servizio dei carichi di calamina della Mineraria Prealpina che aveva un piano caricatore lungo la linea in direzione della fermata di Camerata Cornello. Un convoglio, composto da dodici carri scoperti vuoti, saliva da Bergamo, fino a San Giovanni Bianco dove, in orari notturni, ripartiva in direzione del piano caricatore dove gli operai caricava la calamina accumulata nelle ultime settimane. Il convoglio carico scendeva poi a San Giovanni Bianco dove ripartiva alla mattina in direzione di Zogno o di Brembilla. Presso questi scali il convoglio veniva spezzato: la locomotiva prendeva in consegna una parte che veniva consegnata a Paladina, mentre la seconda parte veniva ripresa in seguito dalla stessa locomotiva e consegnata direttamente a Bergamo FVB.